# Erik Lindeman (skarprättare)
Erik Lindeman, född 1728 i troligtvis Finland, död 11 juni 1807 i Nyköping, Södermanland, var skarprättare i Nyköping. Han efterträddes av sonen Karl Magnus Lindeman.
Lindeman tillhörde resandefolket. Efter hans död omnämns hans fru Anna Margareta i passjournalerna som "skarprättaränkan" när hon reste runt för att finna uppehälle som glasförare för Reijmyre glasbruk.
Han avled i lungsot 11 juni 1807 och begravdes fem dagar senare samma månad i Nyköping.